# Прапор Старобешівського району
Пра́пор Старобе́шівського райо́ну — офіційний символ Старобешівського району Донецької області, затверджений 20 вересня 2000 року рішенням сесії Старобешівської районної ради. Автори проекту прапора — Є. Малаха та О. Киричок.

## Опис
Прапор являє собою прямокутне полотнище, що має співвідношення сторін 2:3 та поділене на дві рівновеликі горизонтальні смуги зеленого та пурпурового кольору. На перетині смуг розташовано вузьку синю смугу з жовтим грецьким орнаментом — меандром, облямовану жовтим.

## Символіка
- Зелений колір — символ достатку і рослинності краю.
- Пурпур символізує гідність і силу.
- Лазуровий пояс — символ річки Кальміус, що протікає через увесь район.
- Орнамент — символ культурної та історичної спадщини грецького народу, що заснував перші поселення на території району.